# Charte des libertés

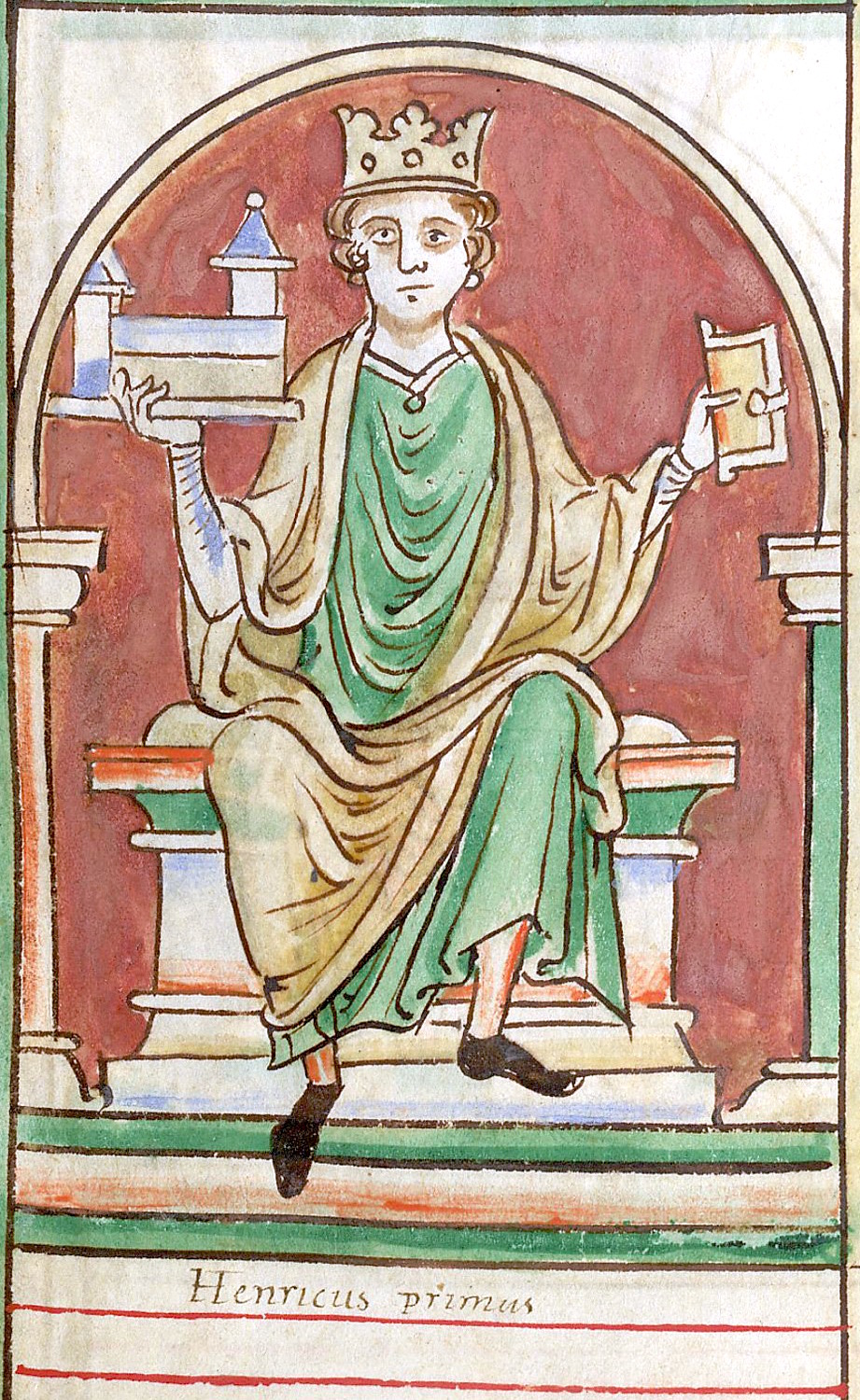
Henri Ier d'Angleterre a été contraint de faire des concessions aux barons dans la Charte des libertés lorsqu'il est monté sur le trône en 1100.

La Charte des libertés, également appelée la Charte de couronnement, est une proclamation rédigée par Henri Beauclerc et publiée à son ascension au trône en 1100.
La Charte des libertés astreint le roi à certaines obligations concernant le traitement des nobles et des dignitaires ecclésiastiques.
Le document traite de certains abus de la puissance royale par son prédécesseur, son frère Guillaume le Roux, spécifiquement la surimposition des barons, l’abus des sièges épiscopaux ainsi que l’abus des bénéfices ecclésiastiques et les pratiques de simonie.
Ce document est considéré comme une étape décisive dans l’histoire des libertés en Angleterre, mais il fut généralement ignoré par les monarques anglais jusqu’en 1213, lorsque l’archevêque Étienne Langton en rappela l’existence aux nobles. La charte des libertés, où leurs libertés avaient été garanties plus d’un siècle auparavant, constitue, à ce titre, un document précurseur de la Magna Carta.
Le terme de charte a également été repris dans celui de Charte aux Normands octroyée le 19 mars 1315 par le roi de France Louis le Hutin pour reconnaître la spécificité de la Normandie. De même, Louis XVIII octroiera une Charte constitutionnelle aux Français en 1814.